# Otto Orth
Otto Orth (* 22. August 1826 in Windhausen; † 6. März 1903 in Braunschweig) war ein deutscher Jurist, Richter und Vorsitzender des Stadtverordnetenkollegiums in Gandersheim.

## Leben
Otto Friedrich Heinrich Orth wurde 1826 in Windhausen als Sohn eines Landwirts geboren. Die Familie zog auf ein Gut im Fürstentum Waldeck. Orth besuchte das Gymnasium in Korbach und leistete anschließend Militärdienst bei den Schwarzen Jägern in Braunschweig. Er studierte Rechtswissenschaft in Göttingen und wurde 1860 Assessor am Kreisgericht in Holzminden. Er wechselte 1864 an das Kreisgericht Greene. Orth wurde 1872 zum Amtsrichter in Gandersheim ernannt, 1879 wurde ihm der Titel eines Oberamtsrichters verliehen.
Orth wurde mehrfach ausgezeichnet. Für sein politisches Engagement und seine Tätigkeit als langjähriger Vorsitzender der Gandersheimer Stadtverordnetenversammlung wurde er zum Ehrenbürger der Stadt Gandersheim ernannt. Orth zog 1901 nach Braunschweig, wo er 1903 im Alter von 76 Jahren verstarb.